# Gisèle Barbotin
Pour les articles homonymes, voir Barbotin (homonymie).
Gisèle Barbotin, née le 7 août 1900 à Argenton-sur-Creuse et morte le 1er juin 1958 à Limoges, est une poétesse française.  Elle fut membre de l'Académie du Centre et de la Société des gens de lettres (1928).
Dans la lignée d'Anna de Noailles et de Renée Vivien, le néo-romantisme de Gisèle Barbotin se veut tantôt audacieux, tantôt plus discret. Son lyrisme se déploie dans une œuvre courte constituée de deux recueils : Toute vie a son charme (1933) puis La douleur dans l'Amour (1935). Elle aborde le thème de l'amour humain avec beaucoup d'ardeur (Pour toi, Les fleurs de volupté) mais aussi de l'Amour divin vers lequel toute sa poésie s'oriente (Capricieuse, Recueillement).  Soucieuse de donner à sa voix une portée universelle et claire (Toute vie a son charme), la fonction du poète semble être, pour elle, de revenir à la célébration des choses simples et essentielles (Les poètes de la nature).

## Œuvres
- Toute vie a son charme, 111 p., Éditions de la Revue du Centre, Paris, 1933
- La douleur dans l'Amour, Éditions de la Revue du Centre, Paris, 1935 ; réédition, préface par Lucien Poyet, 94 p., Le Laboureur, Issoudun, 1945